# Daniela Castrignanò
Daniela Castrignanò (Lecco, 11 de diciembre de 1980) es una deportista italiana que compitió en taekwondo. Ganó una medalla de bronce en el Campeonato Mundial de Taekwondo de 2007 y dos medallas de plata en el Campeonato Europeo de Taekwondo, en los años 2000 y 2008.

## Palmarés internacional
| Campeonato Mundial | Campeonato Mundial | Campeonato Mundial | Campeonato Mundial |
| Año                | Lugar              | Medalla            | Categoría          |
| ------------------ | ------------------ | ------------------ | ------------------ |
| 2007               | Pekín (China)      | Medalla de bronce  | +72 kg             |
| Campeonato Europeo |                    |                    |                    |
| Año                | Lugar              | Medalla            | Categoría          |
| 2000               | Patras (Grecia)    | Medalla de plata   | +72 kg             |
| 2008               | Roma (Italia)      | Medalla de plata   | +72 kg             |